# جانيس بورزينجيس
جانيس بورزينجيس (باللاتفية: Jānis Porziņģis)‏ مواليد 13 يوليو 1982 في ليبايا، هو لاعب كرة سلة لاتفي معتزل. بدأ مسيرته الاحترافية في سنة 2000. يبلغ طوله 6 قدم 7.5 بوصة (2.0 م). اعتزل اللعب في 2013.

## المسيرة الاحترافية
لعب مع فينتسبيلس في موسم 2000–2001، ثم لعب مع ليبايا لوفاس في موسم 2001–2002، ثم لعب مع نبتونس في موسم 2003–2004، ثم لعب مع كابفنبيرغ بولز في سنة 2004، ثم لعب مع نورشوبينغ دولفينز في موسم 2004–2005، ثم لعب مع دون بوسكو ليفورنو في الدوري الإيطالي في موسم 2006–2007، ثم لعب مع بستويا باسكت 2000 في موسم 2007–2008.

## روابط خارجية
- جانيس بورزينجيس على موقع كرة السلة الأوروبية.كوم (الإنجليزية)
- جانيس بورزينجيس على موقع ريلجم (الإنجليزية)
- جانيس بورزينجيس على موقع بروبوليرز (الإنجليزية)
- جانيس بورزينجيس على موقع سبورتس رفرنس (الإنجليزية)